# بيف كاميرون
بيف كاميرون (بالإنجليزية: Beverley Cameron)‏ هي مجدفة كندية، ولدت في 17 يونيو 1953 في أوتاوا في كندا.

## وصلات خارجية
- بيف كاميرون على موقع الاتحاد الدولي للتجديف (الإنجليزية)
- بيف كاميرون على موقع اللجنة الأولمبية الدولية (الإنجليزية)
- بيف كاميرون على موقع أوليمبيديا (الإنجليزية)